# Amics de la Casa de la Demanà
Amics de la Casa de la Demanà és una associació que va néixer el 2004 amb un centenar de membres per dinamitzar el poble de El Saler i integrar-lo al paisatge de l'Albufera. Va néixer com a associació juvenil i el 2018 esdevingué associació cultural.
L'entitat s'encarrega de promoure i potenciar els valors culturals de El Saler, molt lligats als del Parc Natural de l'Albufera. També reivindica eliminar la barrera cultural que suposa la carretera CV-500 entre El Saler i l'Albufera.
A banda de la tasca cultural i integradora, els seus membres des de l'any 2004 també van reclamar la rehabilitació de l'edifici que dona nom a l'associació -la Casa de la Demanà- que data del segle xviii i que ha sigut sempre un edifici icònic en la zona, fins i tot esmentat en obres literàries valencianes com la prestigiosa Cañas y barro (1902) de Vicente Blasco Ibáñez. L'Ajuntament de València va comprar per un milió d'euros la Casa de la Demanà del Saler per destinar-la a usos veïnals. En aquest edifici s'hi van celebrar subhastes de cacera des del segle XVIII a mitjans del segle xx.